# Império do Divino Espírito Santo da Ribeirinha

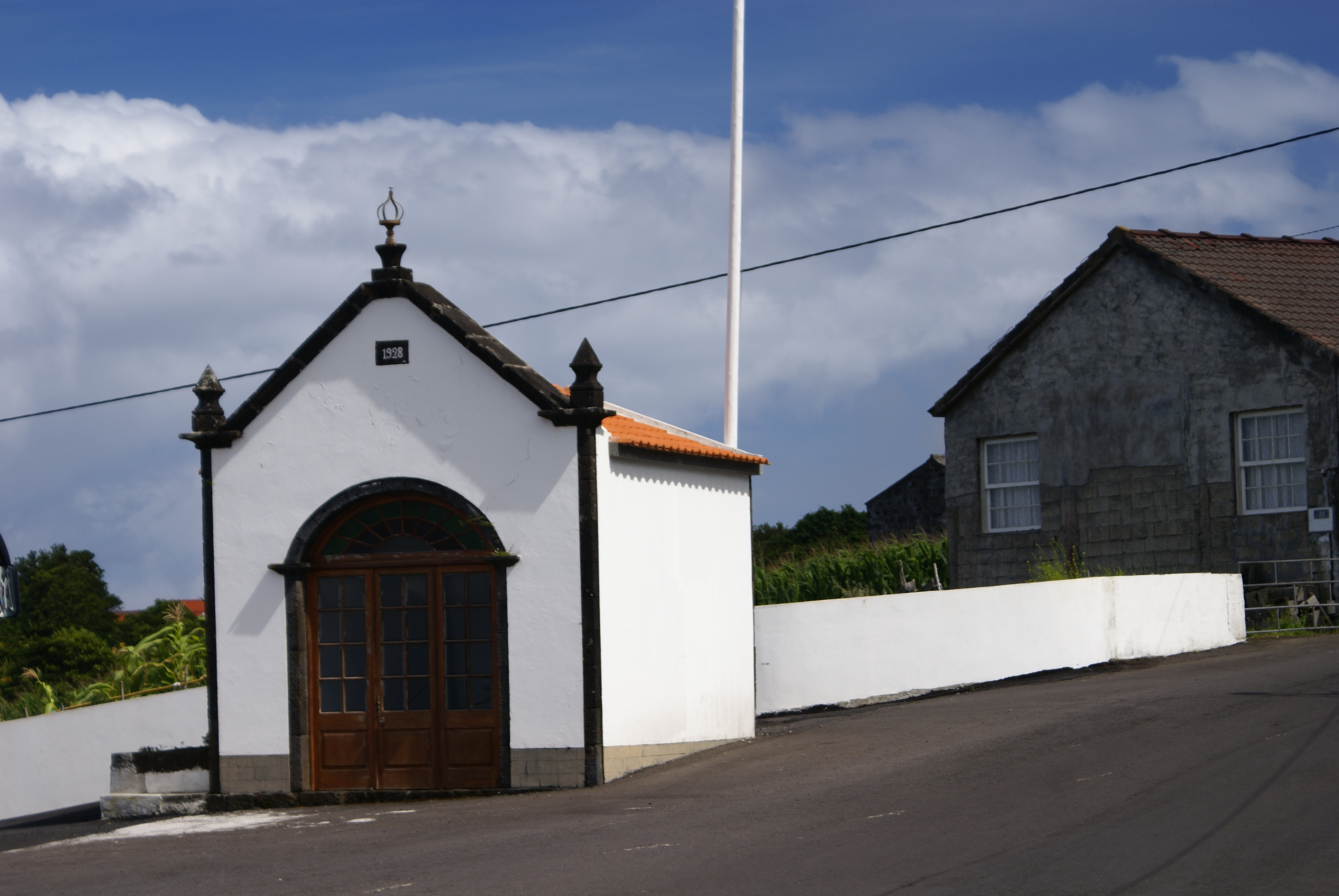
Império do Espírito Santo da Ribeirinha.

O Império do Divino Espírito Santo da Ribeirinha é um Império do Espírito Santo português que se localiza na freguesia da Ribeirinha, concelho de Lajes do Pico, ilha do Pico, arquipélago dos Açores.
Este império do Divino foi construído no século XX, mais precisamente em 1928, data que ostenta na fachada.